# Campeonato Italiano de Futebol de 1909 – Primeira Divisão
A Primeira Divisão do Campeonato Italiano de Futebol de 1909, também conhecida oficialmente como Campionato Federale di Prima Categoria de 1909 ou simplesmente como Prima Categoria de 1909, foi a 12.ª edição da principal divisão do Campeonato Italiano de Futebol (a 6.ª como Prima Categoria).
A competição foi organizada pela Federazione Italiana Football — FIF (atual FIGC) e foi disputada entre 10 de janeiro a 25 de abril de 1909.
O título de campeão ficou com o Pro Vercelli, segundo título do clube no certame.
O artilheiro do torneio foi Amilcare Pizzi, do US Milanese, com 9 gols.
Originalmente, o torneio não iria atribuir ao vencedor o tradicional título de "Campione d'Italia" (em português:  Campeão da Itália), já que a honraria seria disputada no paralelo Campionato Italiano di Prima Categoria de 1909 (em português:  Campeonato Italiano de Primeira Categoria de 1909), mas o recém-criado título de "Campione Federale d'Italia" (em português:  Campeão Federal da Itália). A vitória do Pro Vercelli, clube de ginástica, composto exclusivamente por jogadores italianos que no caminho do título deixaram para trás os ditos "Football Club"(em português:  clube de futebol), determinou a posteriori a sua legitimidade e o reconhecimento do Pro Vercelli como campeão federal e também como campeão nacional absoluto pela FIF (a esta altura denominada Federazione Italiana Giuoco Calcio — FIGC).

## Premiação
| Campeonato Italiano de Futebol de 1909 Primeira Divisão |
| ------------------------------------------------------- |
| Football Club Pro Vercelli 1892 Campeão (2.º título)    |